# The Twin Swords

The Twin Swords (鴛鴦劍俠, Yuan yang jian xia) est un film hongkongais réalisé par Sui Jang Hung et sorti le 22 décembre 1965. 
Second volet d'une série de films adaptée d'un roman célèbre (après Temple of the Red Lotus), déjà adapté dans les années 1920 (L'Incendie du monastère du Lotus rouge) et au cours des années 1960, il s'agit d'un des premiers films de wuxia modernes, un style lancé par le studio Shaw Brothers en 1965 mettant l'accent sur la violence et le réalisme ; paradoxalement le studio choisit de réaliser une nouvelle adaptation d'un roman des années 1920 et non d'un roman de « néo-wuxia » (de Liang Yusheng (en) ou Jin Yong) qui se développe à partir de la fin des années 1950. Il a pour suite The Sword and the Lute.
Le titre du film fait référence au couple d'escrimeurs dont il décrit les aventures, qui développe un style martial basé sur la complémentarité des deux protagonistes.

## Synopsis
Après avoir détruit le monastère des Blanches-Colombes et sauvagement massacré ses occupants, le couple Gui-Gan décide de rentrer au manoir Gan. En chemin, nonobstant les conseils de la Dame-en-Rouge, ils ne peuvent s'empêcher de se mêler des affaires d'autrui, ce qui conduira nombre de personnages à trouver une mort violente.

## Fiche technique
- Titre : The Twin Swords
- Titre original : 鴛鴦劍俠 (Yuan yang jian xia)
- Réalisation : Sui Jang Hung
- Directeur de production : Chang Cheh
- Scénario : Sun Kwong
- Société de production : Shaw Brothers
- Pays d'origine : Hong Kong
- Langue originale : mandarin
- Format : couleurs - 2,35:1 - mono - 35 mm
- Genre : wuxiapian
- Date de sortie : 22 décembre 1965

## Distribution
- Chin Ping : Gan Lian-zhu, une épéiste
- Wang Yu : Gui Wu, époux de la précédente
- Ivy Ling Po : la Dame-en-Rouge, une héroïne martiale
- Pao-pao Fung : Gan Xiao-ling, nièce de Lian-zhu, une épéiste en herbe
- Lo Lieh : Du Zhuang, beau-frère par alliance de Lian-zhu (frère de l'épouse du frère de la première)
- Liu Liang-hua : épouse de Gan Jia-qi et sœur de Du Zhuang, mère de Xiao-ling
- Kao Pao-shu  : Gan Su-mei, tante de Lian-zhu, une experte en arts martiaux créatrice du style d'épée propre à la famille Gan
- Ku Feng : Gan Hu, oncle de Lian-zhu
- Ching Miao : Chung Yen
- Chen Hung-lieh : un moine du clan du Lotus rouge
- Wu Ma : un moine du clan du Lotus rouge
- Helen Ma : la concubine d'un membre du clan du Lotus rouge
- Liu Chia-liang : un membre du clan du Lotus rouge
- Yuen Woo-ping : un membre du clan du Lotus rouge
- Liu Chia-yung : un membre du clan du Lotus rouge